# 大西俊也
大西 俊也（おおにし としなり、5月25日 - ）は、日本の作曲家、編曲家、シンガーソングライターである。元WRONG SCALE。バンドIVORY7 CHORDのボーカル、ギター。三重県出身。the HIATUSのmasasucksや、ONE OK ROCKのTORU、UNCHAIN等が自身のブログに度々登場しており、現在は作編曲家でありながらもバンドマンとの交流が深い。

## 概要

### BAND活動期
- 1998年、REMINDを結成。

GOOD 4 NOTHINGのレーベルメイトとして2枚のCDをリリースするも2004年に解散。
- 2004年WRONG SCALEに加入。

Vo.G、メインコンポーザーとして、ROCK IN JAPAN、COUNT DOWN JAPAN、SUMMER SONIC、MONSTER baSH、RUSH BALL等の大型フェスに出演。数々の作品をリリースし、好セールスを記録した。
リリースツアー等では同世代でもある、ELLEGARDEN、マキシマム・ザ・ホルモン、the band apartらと対バンし、一世代を築き上げるバンドとして活動していたが2009年2月に突然の解散発表。
- 2009年8月、バンド解散後はKyleeのサポートギターとして、SUMMER SONIC2009の東京/大阪の両公演に出演。
- 2009年12月、ivory7 chord（アイボリーセブンス・コード）を結成[1]。

### 2011年
- 9月、土屋アンナのTRIPLE A SIDE Single 『UNCHAINED GIRL』の1曲目に収録されている『STAYIN' ALIVE』で編曲を担当。

### 2012年
- 3月28日、自らがプロデュースを担当するカバープロジェクト、ALTKEYとして「Re:Colors 00's cover collection」をリリース[2][3]。
- 5月、『nepia GENKI !』CMタイアップ曲 土屋アンナ『LOVELY BABY』の編曲を担当。
- 10月、土屋アンナが歌う、映画バイオハザード ダムネーションの主題歌『CARRY ON』の作曲を担当。

### 2014年
- 11月5日、NMB48の10thシングル「らしくない」の作曲を担当。初週約42万枚を売り上げ、オリコン週間1位を獲得。（2014年11月17日付）

### 2015年
- 4月30日、AKB48 リクエストアワーセットリスト1035 2015が発売。1035曲の中から、提供曲「らしくない」が32位にランクイン。
- 6月24日、VALSHE 『MANY ORDER』の編曲を担当。
- 7月1日、蓮花 Debut Single「if〜ひとり思う」（ファイアーエムブレムif 3DS テーマ曲）収録曲の「笑顔の影」の作曲・編曲を担当。オリコン週間20位を記録。
- 8月19日、ベイビーレイズJAPAN 10th Single「Pretty Little Baby」のc/w『Pondering』の作詞・作曲・編曲を担当。

また同曲のレコーディングにはベースに原昌和（the band apart）、ドラムには吉田昇吾（UNCHAIN、ivory7 chord）が参加している。オリコン週間9位を獲得。
- 11月11日、トゥライ Major Debut Album"ブラック・ボックス"収録の『アイ（Geroセルフカバー）』で編曲・ギターを担当。
- 12月9日、テレビ朝日「関ジャニの仕分け∞」のバイオリン王決定戦で優勝を果たした、石川綾子 のメジャーデビューアルバム『ANIME CLASSIC』収録の「ゆずれない願い」に編曲・ギターで参加。

### 2016年
- 3月9日、蓮花の2nd Single『Don`t Cry』（アニメ薄桜鬼〜御伽草子〜テーマ曲）の作曲・編曲を担当。

また同曲のCONCEPT MOVIEではSKRILLEX”No Chile”やAVRIL LAVIGNE ‟Hello Kitty”等センセーショナルな話題を呼んだ作品を手掛けるプロデューサーkaz shinagawaと、PENTATONIXなど著名アーティストの映像作品を手掛けるディレクターkeitaYamamuraのタッグによって制作されている。
- 5月18日、BAND-MAIDのメジャーデビューアルバム「Brand New MAID」、M1「the non-fiction days」 の作曲・編曲を担当。（週間オリコン19位）
- 8月24日、But by FallのMini Album『In to the Sky』に収録の全6曲のサウンドプロデュースを手掛ける。
- 11月23日、和楽器バンドのVo鈴華ゆう子の1st ソロミニアルバム『CRADLE OF ETERNITY』収録の「Re:I AM」「水の星へ愛をこめて」2曲の編曲を担当。
- 12月5日、ブシロード、K.B元フェザー級チャンピオン小野寺 力主催の新キックボクシングイベント「Knock Out」の開場テーマ曲の制作を担当。

### 2017年
- 1月11日、BAND-MAIDの1st Full Album「Just Bring It」、M10「you.」の編曲を担当。
- 2月8日、［FABLED NUMBER］Major 1st Full Album 「ILLUMINITE」の、Sound Design&Directionを担当。（#1,2を除く）
- 5月10日、蓮花の3rd Single '白雪' （アニメ・信長の忍び 主題歌）のc/w「命の花びら」作曲・編曲を担当。蓮花のSingleでは3作連続で参加となる。
- 8月2日、NMB48の3rdアルバム『難波愛〜今、思うこと〜』に提供曲『らしくない』が収録。週間1位、2017年度年間19位（オリコン）
- 12月、tricot、ジェニーハイのVo.G中嶋イッキュウのソロプロジェクト楽曲、『甘口』の編曲、ディレクションを担当。

### 2018年
- 1月、tricot、ジェニーハイのVo.G中嶋イッキュウのソロプロジェクト第2弾楽曲、『マンション』『empty』『アメリカン・ドリーム』の編曲、ディレクションを担当。
- この年より別名義での作家活動も開始する。

### 2019年
- 1月23日、蓮花の1stアルバム『星の羽ばたく夜は』のM1「笑顔の影」、M6「Don’t cry」の作曲・編曲を担当。
- 6月、群青の世界の配信シングル『メロドラマ』の作曲、編曲を担当。
- 9月、元むすびズムの宮島るりか1stシングル『いちごの魔法』、『恋するいちご』の作曲、編曲を担当。
- 9月、群青の世界の『BLUE OVER』の作曲、編曲を担当。
- 10月、北園涼の1stアルバム『Ark』収録の、M6「ヒカリアレ」の編曲を担当。

### 2020年
- ４月、群青の世界 1stシングル『青空モーメント』c/w『夢を語って生きていくの』の作曲・編曲を担当。オリコンデイリーチャート初登場１位を獲得。
- ７月、Cheer song Project 2nd楽曲『From here』の作詞・作曲を担当。
- ８月、群青の世界 新体制初楽曲の『青い光』の作曲・サウンドプロデュースを担当。

## 楽曲提供

### NMB48
- らしくない（作詞：秋元康 作曲：大西俊也  編曲：野中“まさ”雄一）

### 土屋アンナ
- STAYIN’ ALIVE （編曲・ギター）
- LOVELY BABY 「nepia GENKI!」CMソング （編曲・ギター）
- CARRY ON 映画『バイオハザード ダムネーション』テーマ曲 （作詞：土屋アンナ 作曲・編曲：大西俊也）

### ベイビーレイズJAPAN
- Pondering （作詞・作曲・編曲）

### BAND-MAID
- the non-fiction days （作曲・編曲）
- you.（編曲）

### 中嶋イッキュウ（tricot、ジェニーハイ）
- 甘口（編曲）
- マンション（編曲）
- empty（編曲）
- アメリカン・ドリーム（編曲）

### 井上苑子
- かさぶた（編曲）ドラマ「今夜、わたしはカラダで恋をする。season2」主題歌(第１話）
- 陽だまり（編曲）ドラマ「今夜、わたしはカラダで恋をする。season2」主題歌(第３話）
- となりあい（編曲）GO!GO!KAI-GOプロジェクト公式応援ソング
- あゆれでぃ（編曲）

### 鈴華ゆう子（和楽器バンド）
- Re:I AM （編曲）
- 水の星へ愛をこめて（編曲）

### 蓮花
- 笑顔の影 （作曲・編曲）
- Don't Cry アニメ『薄桜鬼〜御伽草子〜』テーマ曲（作曲・編曲）
- 命の花びら（作曲・編曲）
- Rain（作曲・編曲）

### But by Fall
- In to the Sky 全6曲 （サウンドプロデュース）
- M5.Stronger アニメ『デュエル・マスターズVSRF』EDテーマ

### FABRED NUMBER
- ILLUMINITE（#1,2を除く、10曲）（Sound Design & Direction）

### 石川綾子
- ゆずれない願い（編曲・ギター）

### VALSHE
- MANY ORDER（編曲）

### トゥライ
- アイ （Geroセルフカバー） （編曲・ギター）

### 北園涼
- ヒカリアレ（編曲）

### 群青の世界
- メロドラマ（作曲・編曲・サウンドプロデュース）
- BLUE OVER（作曲・編曲・サウンドプロデュース）
- 夢を語って生きていくの（作曲・編曲・サウンドプロデュース）
- 青い光（作曲・サウンドプロデュース）
- COLOR（作曲・編曲・サウンドプロデュース）
- カルミア（作曲・編曲・サウンドプロデュース）
- Puzzle（作曲・編曲・サウンドプロデュース）
- RIBBON（作詞・作曲・編曲・サウンドプロデュース）
- 透明、青に雑れ（作詞・作曲・編曲・サウンドプロデュース）

### ドラマチックレコード
- ゆーとぴあ（作曲・編曲）
- ハルフウェイ（作曲・編曲）
- 退屈なドラマキラー（作詞・作曲・編曲）

### ちゃんゆ胃
- フレーフレー！（編曲・サウンドプロデュース）
- ホウセンカ（編曲・サウンドプロデュース）
- Forever（編曲・サウンドプロデュース） ドラマ「恋、しよう」主題歌
- Dear.a (2022 ver.)（編曲・サウンドプロデュース）
- バンドマン（編曲・サウンドプロデュース）
- 香水と柔軟剤（編曲・サウンドプロデュース）
- 胃存症（編曲・サウンドプロデュース）
- あなたへ（編曲・サウンドプロデュース）
- HAPPY LUCKY!!（編曲・サウンドプロデュース）

### 宮島るりか
- いちごの魔法（作曲・編曲）
- 恋するいちご（作曲・編曲）

### AVEST
- Water Moon（作詞・作曲・編曲）
- An:Sers（作詞・作曲・編曲）
- 全て捨ててしまえば（作詞・作曲・編曲）
- Eyelids（作詞・作曲・編曲）

### RUNA
- TSUNAGARI

### ALTKEY
- Re:Colors 00's cover collection（全曲プロデュース）

## ディスコグラフィー

### アルバム
1. Re:Colors 00's cover collection（2012年3月28日）